# یواس‌اس هرشاف شماره ۳۲۳ (اس‌پی-۲۸۴۰)
یواس‌اس هرشاف شماره ۳۲۳ (اس‌پی-۲۸۴۰) (به انگلیسی: USS Herreshoff No. 323 (SP-2840)) یک کشتی بود که طول آن ۱۱۲ فوت ۵ اینچ (۳۴٫۲۶ متر) بود. این کشتی در سال ۱۹۱۸ ساخته شد.